# Apple M2 Max
Apple M2 Maxは、2023年1月17日に発表された、AppleがMac向けにARMアーキテクチャのライセンスを受けて設計したシステムオンチップ（SoC）である。TSMCの5nmプロセスで製造されている。
本SoCの下位版にあたるApple M2 Proとは、GPUのコア数およびメモリの帯域やサイズで区別されている。

## 仕様

### CPU
高性能8コア＋ 高効率4コア合計12コアの構成である。

### その他
30コア / 38コアのGPU、Apple A15 Bionicと同じ16コアNeural Engine、次世代Secure Enclave、2つのメディアエンジンを搭載しており、Thunderbolt 4コントローラなども内包している。
M2 Maxチップはユニファイドメモリ構造であり、CPUやGPUといったチップ内すべてのコンポーネントがメモリアドレスを共有している。メモリには8チャンネルで合計400GB/sの帯域を実現する、LPDDR5-6400 SDRAMで、32GBと64GBと96GBの3構成が採用される。

## 搭載モデル
Apple M2 Maxチップは、2023年1月に発表されたMacBook Proに搭載されている。
- MacBook Pro (14-inch, 2023)
- MacBook Pro (16-inch, 2023)

## 関連する同世代SoC
以下の表は「Avalanche」と「Blizzard」マイクロアーキテクチャに基づいた各種SoCを示している。
| チップ名 | CPUコア数（高性能+高効率） | GPUコア数 | メモリ (GB)   | トランジスタ数 |
| -------- | -------------------------- | --------- | ------------- | -------------- |
| A15      | 6 (2+4)                    | 4         | 4 - 6         | 150億          |
| A15      | 6 (2+4)                    | 5         | 4 - 6         | 150億          |
| M2       | 8 (4+4)                    | 8         | 8 - 16 - 24   | 200億          |
| M2       | 8 (4+4)                    | 10        | 8 - 16 - 24   | 200億          |
| M2 Pro   | 10 (6+4)                   | 16        | 16 - 32       | 400億          |
| M2 Pro   | 12 (8+4)                   | 16        | 16 - 32       | 400億          |
| M2 Pro   | 19                         |           | 16 - 32       | 400億          |
| M2 Max   | 12 (8+4)                   | 30        | 32 - 64 -96   | 670億          |
| M2 Max   | 12 (8+4)                   | 38        | 32 - 64 -96   | 670億          |
| M2 Ultra | 24 (16+8)                  | 60        | 64 - 128 -192 | 1340億         |
| M2 Ultra | 24 (16+8)                  | 76        | 64 - 128 -192 | 1340億         |